# アシール＝エトナ・ミシャロン
アシール＝エトナ・ミシャロン（Achille-Etna Michallon、1796年10月22日 - 1822年9月24日）は、フランスの画家である。おもに風景画を描いた。

## 略歴
パリで生まれた。父親は彫刻家のクロード・ミシャロン (Claude Michallon:1751-1799)であったが、3歳までに父親は亡くなり、1813年に母親も亡くなったので、叔父で彫刻家のギョーム・フランサン(Guillaume Francin:1741-1830)に育てられた。美術に興味を持ち、ジャック＝ルイ・ダヴィッドやピエール＝アンリ・ド・ヴァランシエンヌに学んだ。1812年にサロン・ド・パリにデビューし、1817年に風景画の分野でローマ賞を受賞した。1818年に在ローマ・フランス・アカデミーに留学し修行を続けた。南イタリアを旅し、ポンペイやシチリアも訪れた。
1821年にパリに戻り、スタジオを開き、ジャン＝バティスト・カミーユ・コローを教えた。1822年に25歳で肺炎でパリで亡くなった。

## 作品

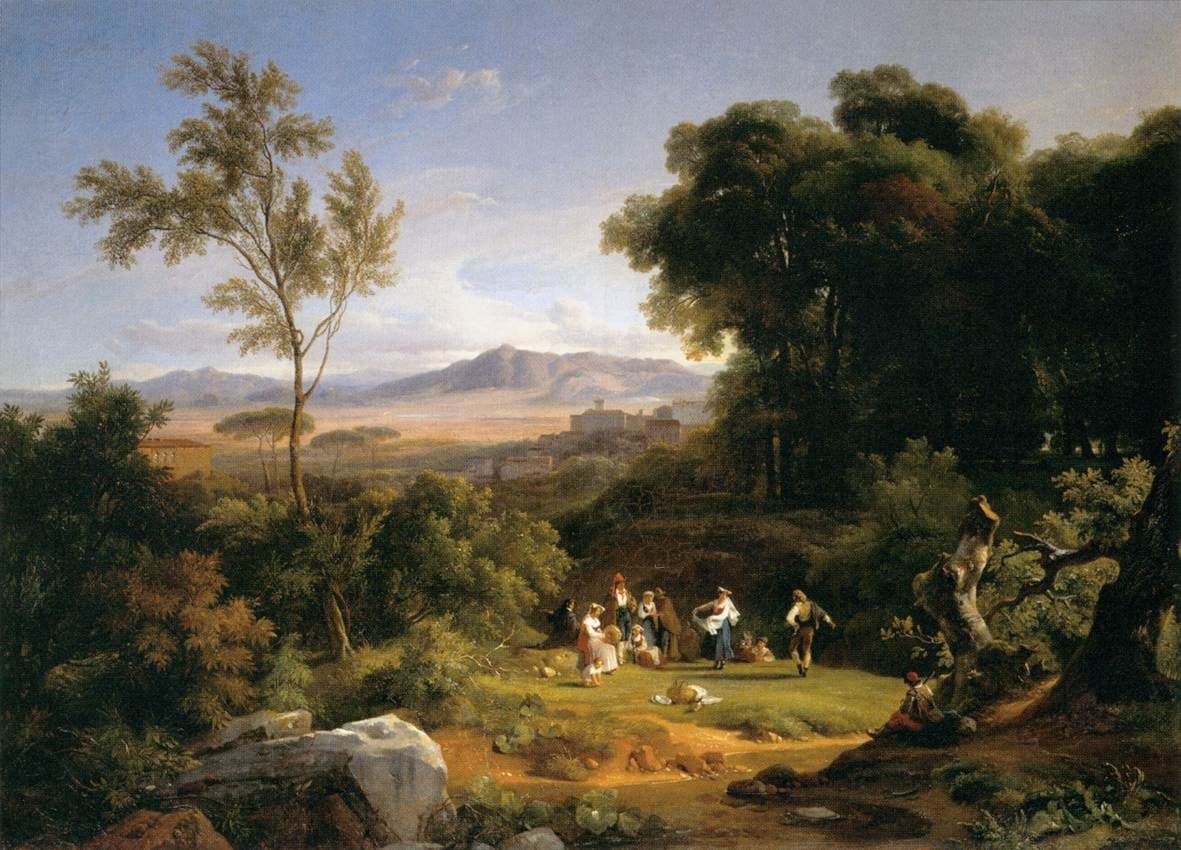
フラスカティの眺めに想を得た風景 (1822)
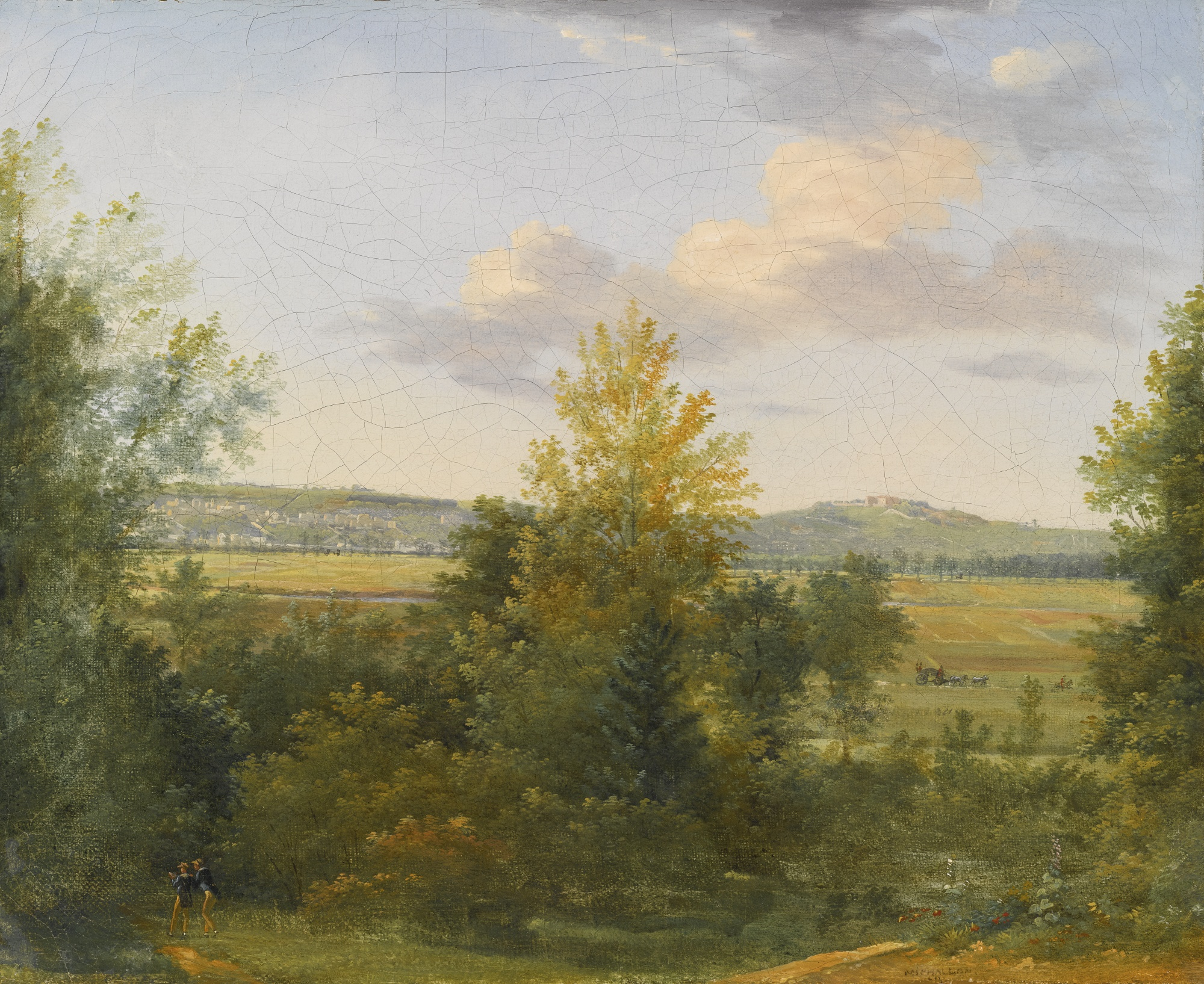
2人の旅人のいる風景 (c.1813)
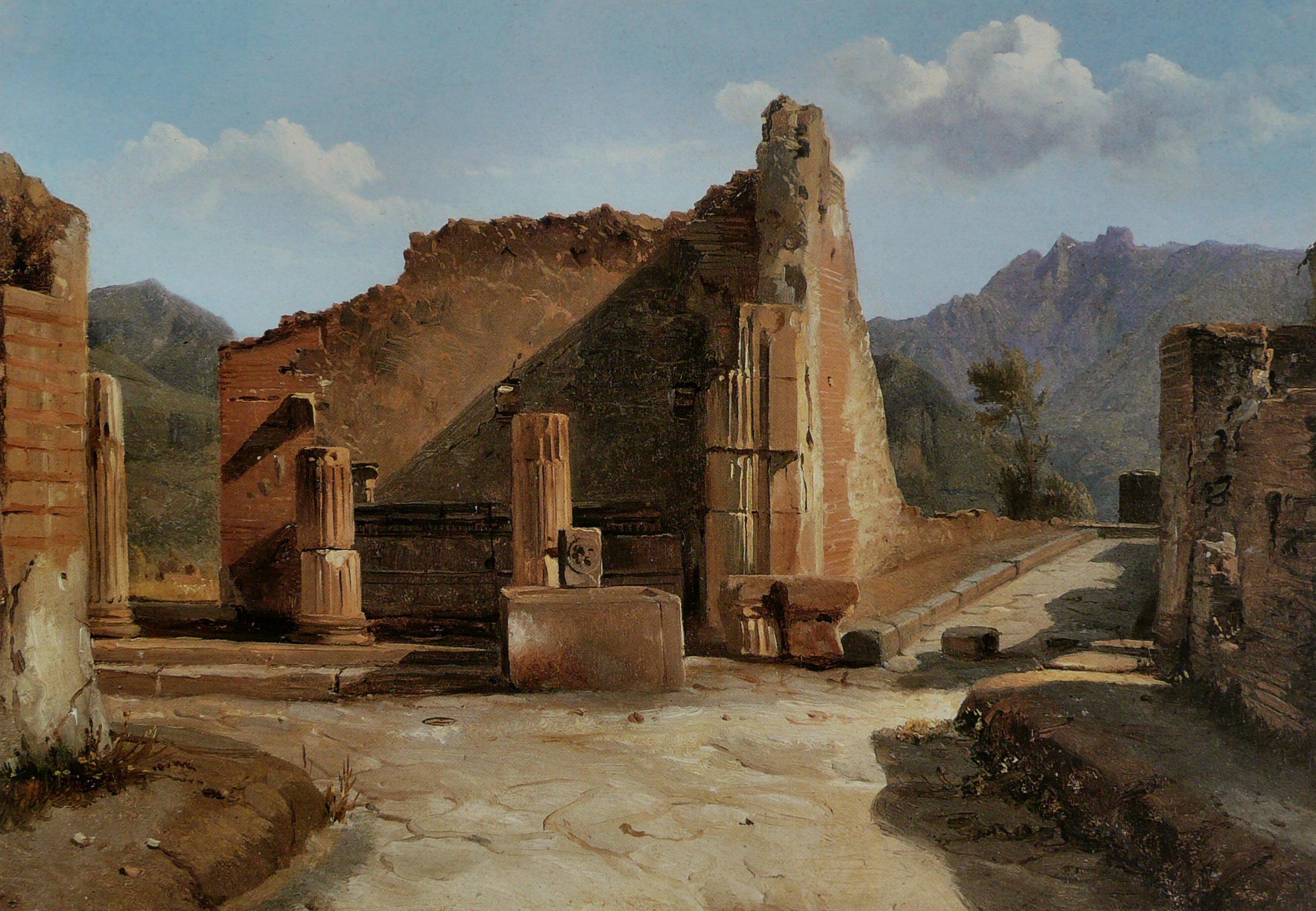
ポンペイの遺跡 (1820)

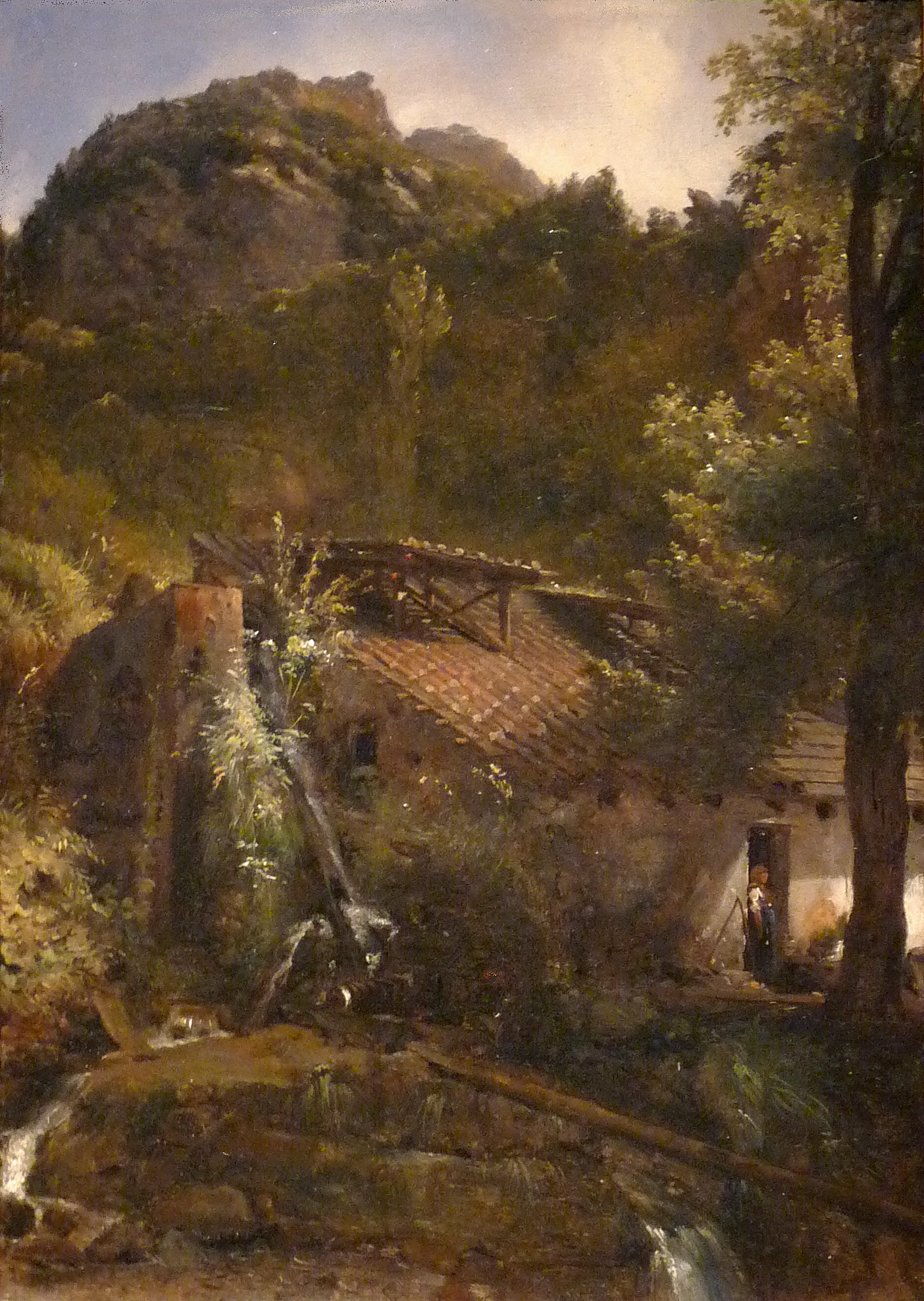
水車小屋
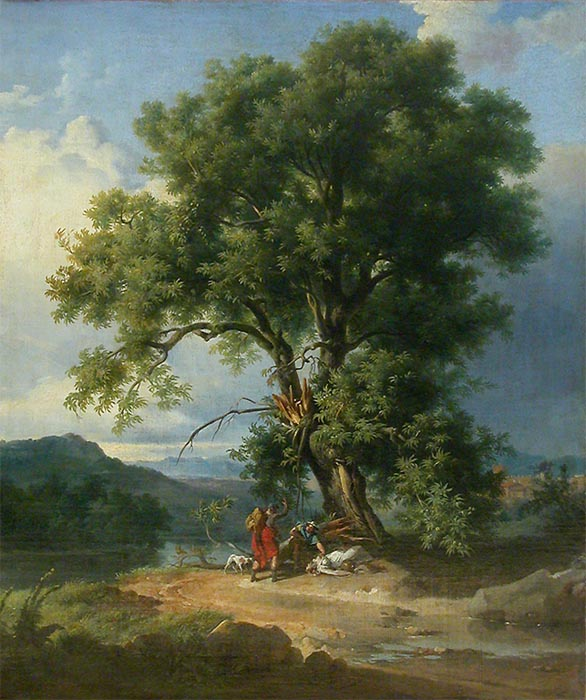
倒れた女性
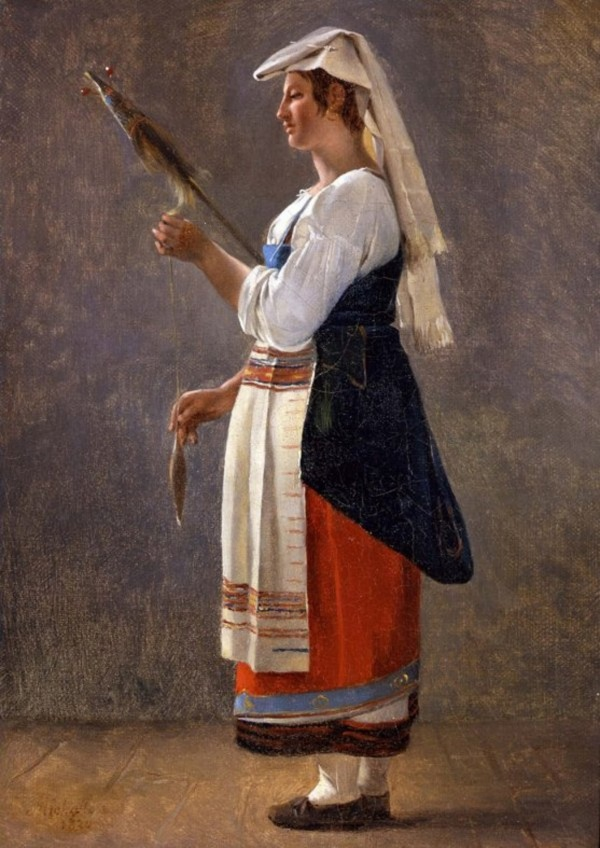
糸繰りするイタリアの農民
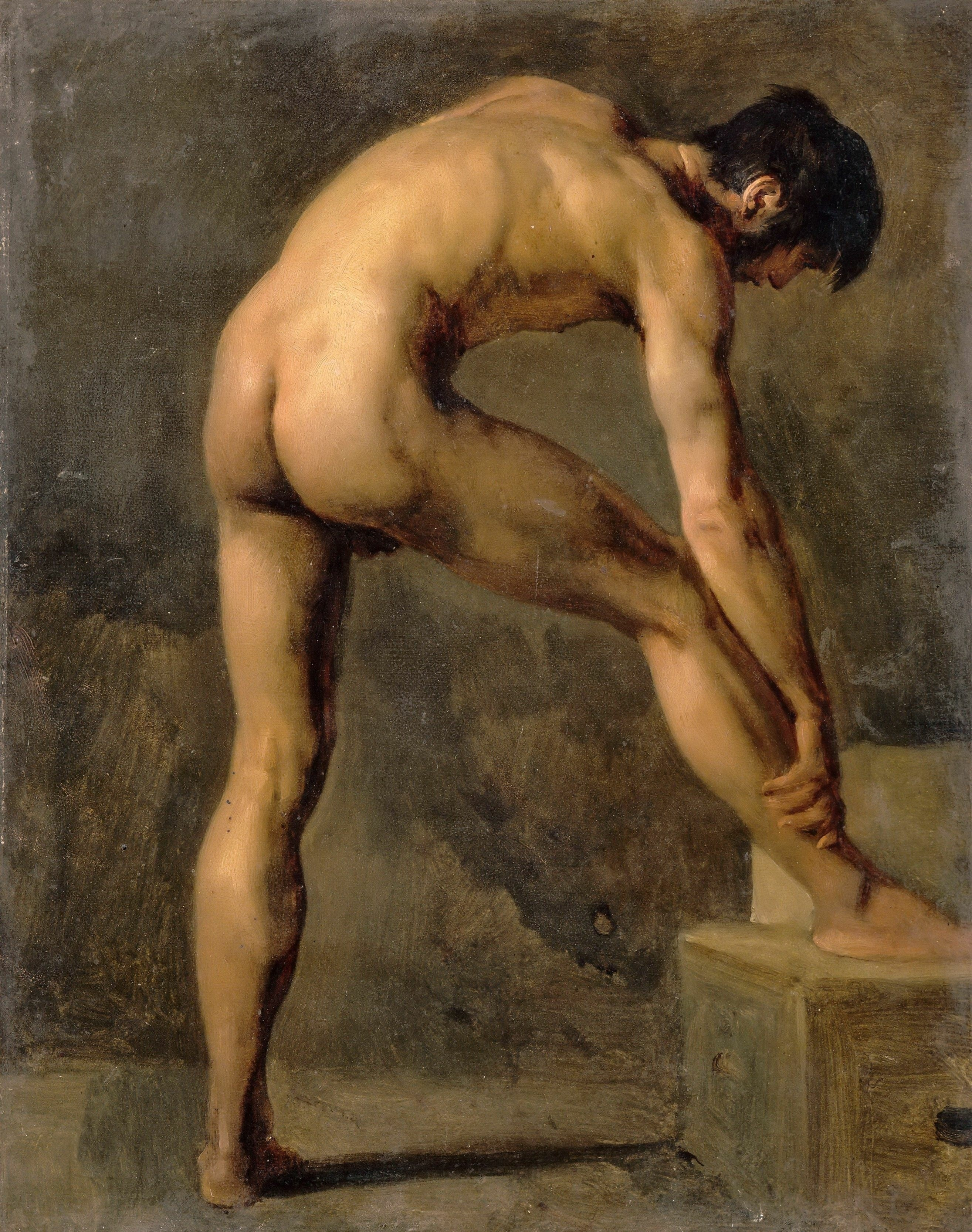
男性ヌードの習作